# Kerbela
Kerbela (arab: كربلاء; nyugati átírásban Karbalā’ vagy Kerbalā’) város Irak központi részén, Kerbela kormányzóság székhelye, az ország kilencedik legnépesebb városa (2012). Az iszlám vallás síita ágának egyik szent városa, zarándoklati és temetkezési helye, emellett jelentős kereskedőváros, számottevő kézműiparral.

## Fekvése
Kerbela Bagdadtól 90 kilométerre dél-délnyugatra, az Eufrátesz folyásától 20 kilométerre nyugatra, a Milh-tó délkeleti előterében fekszik, 26 méteres tengerszint feletti magasságban.

## Története
Az iszlám korai történetében fontos szerep jutott a mai Kerbelát övező síkságnak. 680-ban Damaszkuszban meghalt Muávija ibn Abí Szufján, az első omajjád kalifa. A közreműködésével megbuktatott Ali ibn Abí Tálib kisebbik fia, Huszajn elérkezettnek látta az időt arra, hogy a kalifátust visszaszerezze, és seregével Muávija fia, I. Jazíd ellen vonult. 680. október 10-én (muharram hó 10. az iszlám holdnaptár szerint) a mai Kerbela melletti síkon az Omajjádok tervükről értesülő kormányzójának csapatai rátörtek táborára, és lemészárolták Huszajn seregét és számos családtagját. A csatában maga Huszajn, és féltestvére, Abbász ibn Ali is elesett, és a közelben emelt mauzóleumban temették el őket. A tragikus esemény, Mohamed próféta unokájának halála a síiták leghosszabb, tíz napig tartó gyászünnepe (ásúrá). Az elkövetkezendő évtizedekben a sírok fölé emelt hatalmas mecset a síiták egyik legszentebb zarándokhelyévé vált, s körülötte lassan kialakult maga a város is. Kerbelát immár évszázadok óta évente több százezres zarándoksereg keresi fel. A mecset kupoláját és két minaretjét a 18. század végén iráni adományokból színarannyal vonták be.
A 680-ban történtekhez kötődően a síiták hite szerint az, akit Kerbelában, a mártír Huszajn ibn Ali sírja közelében temetnek el, egyenesen a hetedik mennyországba jut. Ezért a várost a sivatag felől hatalmas temető övezi. Ehhez hasonló, kultikus síita temetkezési helyként tartják számon Nedzsefet, ahol magának Ali kalifának a sírja található.
A szent sírokat az évszázadok során több uralkodó elzárta a zarándokok elől, sőt, többen a megsemmisítésükre is kísérletet tettek – legutóbb 1802-ben a városba betörő vahhábiták –, ám a szent hely mindannyiszor megmenekült az enyészettől. A szunnita Szaddám Huszein 1979–2003 közötti országlása alatt a síita vallásos áhítat legkülönfélébb megnyilvánulásait tiltotta, így Kerbela zarándoklati jelentősége is visszaesett. Huszein rezsimének leverését, az iraki háborút követően a különféle síita csoportok közötti véres leszámolások helyszíne lett a város. Később, a nyugalom helyreálltát követően ismét visszatértek a zarándokok, és újra megnyíltak Kerbela nagy hírű, a tizenkettes síita teológiai iskolái, köztük Ibn Fáhid 16. század végén alapított medreszéje is.

## Látnivalói
Kerbelában legkevesebb száz mecset várja a muszlim zarándokokat, de a legnevezetesebb szent hely Huszajnnak az óvárosban található sírja, a Maszdzsid al-Huszajn. Sok zarándok keresi fel Huszajn korabeli táborának feltételezett helyét is.
A város vízellátását megoldandó, 1300-ban építették fel a ma is működő Huszejn-csatornát.

## Közlekedés
- Bagdad–Baszra nagysebességű vasútvonal